# Frans Dieleman

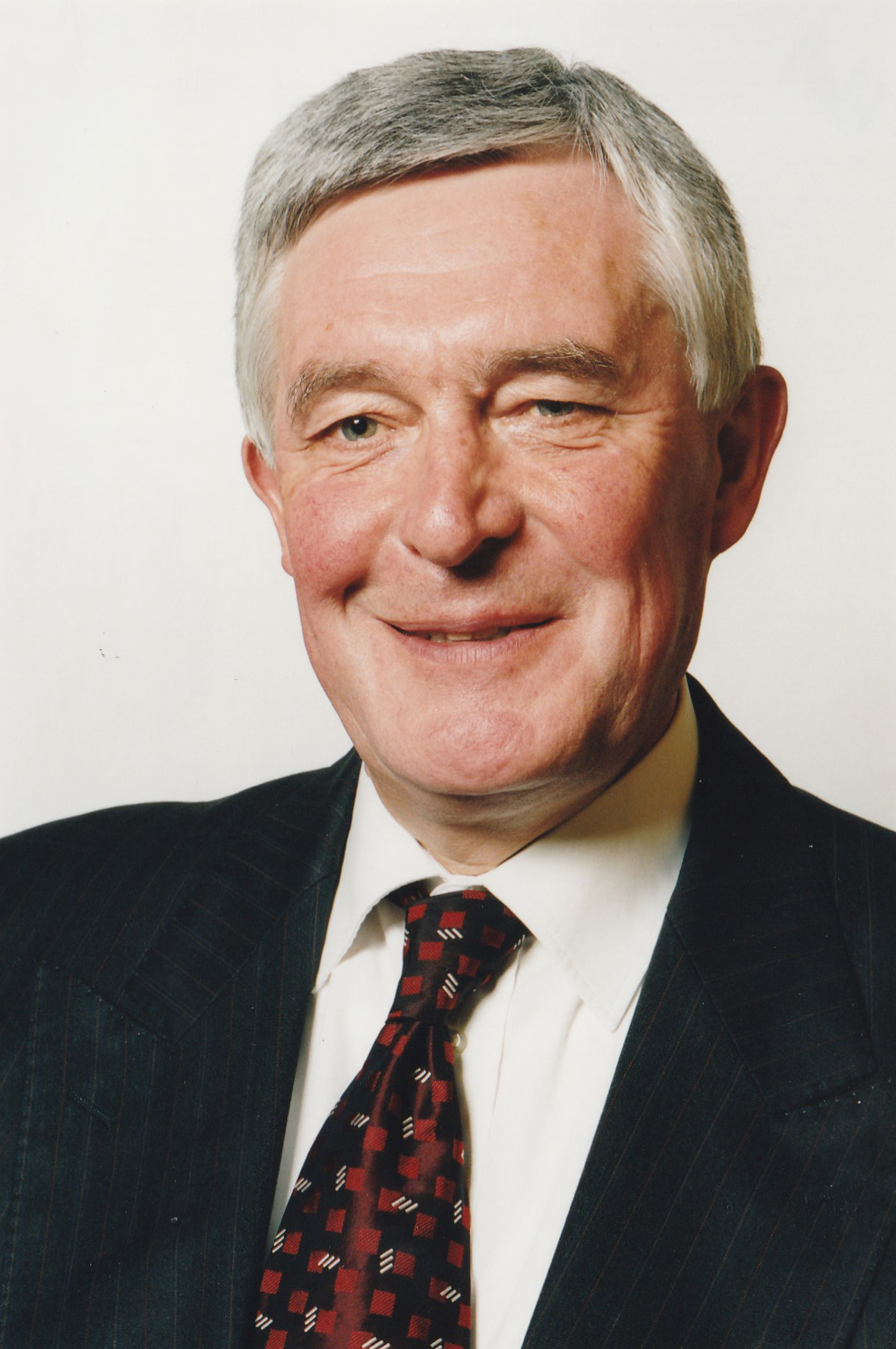
Frans Dieleman (2001).

François Marinus (Frans) Dieleman (Aardenburg, 2 september 1942 – 11 april 2005) was een Nederlands geograaf die vooral bekend was op de gebieden stadsgeografie en de geografie van het wonen.

## Levensloop
Na een studie sociale geografie aan de Vrije Universiteit (VU) in Amsterdam die hij cum laude afrondde, volgde Dieleman een doctoraalstudie aan de University of Wisconsin (VS). In 1978 promoveerde hij aan de Vrije Universiteit op het proefschrift "Een analyse van spreidingspatronen van vestigingen en van werkgelegenheidsgebieden in Tilburg en Eindhoven: een methodisch-technische studie".
De carrière van Dieleman begon in 1969 bij de VU in de vakgroep Stads- en Plattelandsgeografie van de westerse landen binnen het Geografisch en Planologisch Instituut van de Vrije Universiteit van Amsterdam. Hierna was hij van 1981 tot 2003 hoogleraar was aan de Universiteit Utrecht. Vervolgens werkte hij aan de Technische Universiteit Delft als hoogleraar methoden en technieken systeeminnovatie ruimtelijke ontwikkeling.
Eind tachtiger jaren namen Dieleman en Hugo Priemus het initiatief tot de later genoemde NETHUR onderzoekschool, waarin de universiteiten van Utrecht, Delft en Amsterdam samenwerkten. In 1994 verwierf het de officiële erkenning van het KNAW. Dieleman heeft NETHUR tot 1998 geleid. Nadien was hij naast zijn aanstelling in Delft ook verbonden aan het Ruimtelijk Planbureau.
Hij overleed 11 april 2005 op 62-jarige leeftijd.

## Publicaties
Dieleman heeft verschillende boeken gepubliceerd, voornamelijk op het terrein van de stadsgeografie, stadsplanologie en ruimtelijke ordening. Een selectie:
- 1973. Geografie van stad en platteland in de westerse landen. Met R.B Jobse, G.A. Hoekveld en Jan van Weesep. Roermond : Romen.
- 1978. Een analyse van spreidingspatronen van vestigingen en van werkgelegenheidsgebieden in Tilburg en Eindhoven : een methodisch-technische studie. Proefschrift Amsterdam, Vrije Universiteit.
- 1983. Technieken voor ruimtelijke analyse, Deel: Inleiding. Red. met H. Folmer en H.J.P. Timmermans. Weesp : Romen.
- 1989. Met nieuw elan : de herontdekking van het stedelijk wonen. Red. met R. van Kempen, en J. van Weesep. Delft : Delftse Universitaire Pers
- 1996. De inrichting van stedelijke regio's : Randstad, Noord-Brabantse stedenrij, Ruhrgebied. Red. met Hugo Priemus. Assen : Van Gorcum
- 1999. Voorbij de compacte stad?. Red. met Sako Musterd. Assen : Van Gorcum

Over Dieleman
- Jan van Weesep (2005). "In Memory Of Frans M. Dieleman, 1942-2005" in: Tijdschrift voor Economische en Sociale Geografie, Vol. 96, No. 4. (September 2005), pp. 357–357.